# Jason Kenny
Sir Jason Francis Kenny (Bolton, 23 marzo 1988) è un pistard britannico, vincitore di sette medaglie d'oro olimpiche, una a Pechino 2008, due a Londra 2012, tre a Rio de Janeiro 2016 e una a Tokyo 2020, e di tre titoli mondiali.

## Carriera
Kenny comincia a gareggiare nel ciclismo su pista all'età di undici anni, nel 2000, iscrivendosi allo Eastlands Velo Cycling Club di Manchester e partecipando quindi ai programmi per la promozione del ciclismo organizzati dalla British Cycling. Nel 2006 tra gli juniores si aggiudica il titolo mondiale ed europeo nelle specialità della velocità, della velocità a squadre e del keirin; nello stesso anno debutta in Coppa del mondo con la Nazionale britannica Elite, aggiudicandosi la prova di velocità a squadre a Mosca.
Nel 2008, all'età di vent'anni, Kenny compie il salto di qualità, venendo selezionato al posto di Ross Edgar come elemento del terzetto britannico impegnato nella gara di velocità a squadre ai Giochi olimpici di Pechino. La squadra, completata dai ben più esperti Chris Hoy e Jamie Staff, stabilisce il record del mondo nelle qualificazioni (42"950) e si aggiudica poi la medaglia d'oro superando in finale la Francia. Kenny in quei Giochi partecipa anche alla prova della velocità: conquisterà l'argento, battuto in finale da Chris Hoy. Per i risultati conseguiti nel 2009 viene nominato Membro dell'Ordine dell'Impero Britannico.
Nel biennio seguente Kenny ottiene, con il terzetto della velocità a squadre, le prime medaglie in carriera ai campionati del mondo Elite: il trio britannico si classifica infatti secondo nel 2009 a Pruszków (preceduto dalla Francia) e terzo nel 2010 a Ballerup. Sempre nel 2010 Kenny si laurea campione europeo del keirin. Ai campionati del mondo 2011 di Apeldoorn va ancora vicino al titolo iridato, con il terzo posto nella velocità a squadre (in una gara vinta nuovamente dalla Francia) e il secondo in quella individuale, alle spalle del francese Grégory Baugé. Nel gennaio 2012, però, Baugé viene squalificato per violazione del regolamento antidoping, e i suoi titoli riassegnati: Kenny diventa così oro nella prova individuale e argento in quella a squadre.
Nell'aprile 2012 Baugé e Kenny si ritrovano nuovamente di fronte, nella finale dei campionati del mondo a Melbourne: a prevalere è ancora il francese, per il ciclista di Bolton è un altro argento (che si somma, in quella rassegna, al bronzo nel keirin). In agosto Kenny partecipa quindi ai Giochi olimpici di Londra, ottenendo due medaglie d'oro. Nella velocità a squadre conquista il successo in squadra con Chris Hoy e Philip Hindes, in quella individuale, in cui viene selezionato al posto del campione in carica Hoy, supera in finale Grégory Baugé ottenendo così la rivincita dopo la sconfitta ai campionati del mondo.

## Palmarès
- 2005

Campionati britannici, Velocità a squadre (con Matthew Crampton e Joshua Hargreaves)
Campionati britannici, Keirin juniores
Campionati britannici, Velocità juniores
- 2006

Campionati del mondo juniores, Velocità a squadre (con David Daniell e Christian Lyte)
Campionati del mondo juniores, Velocità
Campionati del mondo juniores, Keirin
Campionati europei, Velocità a squadre juniores (con David Daniell e Christian Lyte)
Campionati europei, Velocità juniores
Campionati europei, Keirin juniores
Campionati britannici, Velocità juniores
2ª prova Coppa del mondo 2006-2007, Velocità a squadre (Mosca, con Matthew Crampton e Craig MacLean)
- 2008

Giochi olimpici, Velocità a squadre (con Chris Hoy e Jamie Staff)
1ª prova Coppa del mondo 2008-2009, Velocità (Manchester)
1ª prova Coppa del mondo 2008-2009, Velocità a squadre (Manchester, con Ross Edgar e Jamie Staff)
- 2009

5ª prova Coppa del mondo 2008-2009, Velocità a squadre (Copenaghen, con Chris Hoy e Jamie Staff)
Campionati britannici, Velocità a squadre (con Chris Hoy e Jamie Staff)
- 2010

Campionati britannici, Velocità
Campionati britannici, Velocità a squadre (con Matthew Crampton e Chris Hoy)
Campionati europei, Keirin
1ª prova Coppa del mondo 2010-2011, Velocità a squadre (Melbourne, con Matthew Crampton e Chris Hoy)
- 2011

Campionati del mondo, Velocità
Campionati britannici, Velocità a squadre (con Chris Hoy e Jason Queally)
- 2012

Giochi olimpici, Velocità a squadre (con Chris Hoy e Philip Hindes)
Giochi olimpici, Velocità
- 2013

Campionati del mondo, Keirin
Cottbuser Nächte, Velocità a squadre (con Matthew Crampton e Kian Emadi-Coffin)
Campionati britannici, Velocità
Campionati britannici, Keirin
Campionati britannici, Velocità a squadre (con Matthew Crampton e Kian Emadi-Coffin)
Manchester Revolution Series, Velocità
Manchester Revolution Series, Keirin
- 2014

Open Roubaix Lille Métropole, Velocità a squadre (con Matthew Crampton e Philip Hindes)
Campionati britannici, Velocità a squadre (con Philip Hindes e Callum Skinner)
1ª prova Coppa del mondo 2014-2015, Velocità a squadre (Guadalajara, con Philip Hindes e Callum Skinner)
- 2015

Derby Revolution Series, Keirin
Open Roubaix Lille Métropole, Velocità a squadre (con Isaac Bolívar e Philip Hindes)
Campionati britannici, Velocità a squadre (con Matthew Crampton e Philip Hindes)
Campionati britannici, Chilometro a cronometro
- 2016

3ª prova Coppa del mondo 2015-2016, Velocità a squadre (Hong Kong, con Philip Hindes e Callum Skinner)
Campionati del mondo, Velocità
Giochi olimpici, Velocità a squadre (con Philip Hindes e Callum Skinner)
Giochi olimpici, Keirin
Giochi olimpici, Velocità
- 2018

3ª prova Coppa del mondo 2018-2019, Velocità (Milton)
- 2019

Campionati britannici, Keirin
Dublin International, Velocità
Dublin International, Keirin
- 2021

Belgian Track Meeting, Velocità
Giochi olimpici, Keirin

## Piazzamenti

### Competizioni mondiali
- Campionati del mondo

Manchester 2008 - Velocità: 5º
Pruszków 2009 - Velocità a squadre: 2º
Pruszków 2009 - Keirin: 13º
Pruszków 2009 - Velocità: 5º
Ballerup 2010 - Velocità a squadre: 3º
Ballerup 2010 - Velocità: 8º
Apeldoorn 2011 - Velocità a squadre: 2º
Apeldoorn 2011 - Velocità: vincitore
Apeldoorn 2011 - Keirin: 10º
Melbourne 2012 - Velocità a squadre: 15º
Melbourne 2012 - Velocità: 2º
Melbourne 2012 - Keirin: 4º
Minsk 2013 - Velocità a squadre: 6º
Minsk 2013 - Keirin: vincitore
Minsk 2013 - Velocità: 7º
Cali 2014 - Velocità a squadre: 5º
Cali 2014 - Keirin: 5º
Cali 2014 - Velocità: 5º
Saint-Quentin-en-Yvelines 2015 - Velocità a squadre: 8º
Saint-Quentin-en-Yvelines 2015 - Keirin: 13º
Saint-Quentin-en-Yvelines 2015 - Velocità: 14º
Londra 2016 - Velocità a squadre: 6º
Londra 2016 - Velocità: vincitore
Londra 2016 - Keirin: 6º
Apeldoorn 2018 - Velocità a squadre: 2º
Pruszków 2019 - Velocità a squadre: 5º
Berlino 2020 - Velocità a squadre: 2º
Berlino 2020 - Keirin: 8º
Berlino 2020 - Velocità: 11º
- Giochi olimpici

Pechino 2008 - Velocità a squadre: vincitore
Pechino 2008 - Velocità: 2º
Londra 2012 - Velocità a squadre: vincitore
Londra 2012 - Velocità: vincitore
Rio de Janeiro 2016 - Velocità a squadre: vincitore
Rio de Janeiro 2016 - Velocità: vincitore
Rio de Janeiro 2016 - Keirin: vincitore
Tokyo 2020 - Velocità a squadre: 2º
Tokyo 2020 - Keirin: vincitore
Tokyo 2020 - Velocità: 8º